# Paolo Bacchini
Paolo Bacchini (Milano, 16 agosto 1985) è un pattinatore artistico su ghiaccio italiano.

## Biografia
Nel 2010 ha rappresentato l'Italia ai XXI Giochi olimpici invernali di Vancouver 2010. Ha gareggiato nella gara di pattinaggio di figura individuale concludendo al ventesimo posto.
Vive a Cavalese.
Paolo ha fatto parte della squadra italiana che ha gareggiato all'ISU World Team Trophy 2012, cui sono ammesse le sei migliori squadre al mondo.

## Palmarès
| Evento                          | 2001-02 | 2002-03 | 2003-04 | 2004-05 | 2005-06 | 2006-07 | 2007-08 | 2008-09 | 2009-10 |
| ------------------------------- | ------- | ------- | ------- | ------- | ------- | ------- | ------- | ------- | ------- |
| Campionati europei              |         |         |         | 25º     |         |         | 19º     |         | 16º     |
| Campionati italiani             | 3º      | 2º      | 2º      | 2º      | 2º      | 3º      | 3º      | 2º      | 2º      |
| Coupe Internationale de Nice    |         |         |         |         |         | 7º      |         | 12º     |         |
| Finlandia Trophy                |         |         |         |         |         |         |         |         | 9º      |
| Golden Spin                     |         |         |         | 5º      |         |         | 4º      |         |         |
| Challenge Cup                   |         |         |         |         |         |         |         | 7º      |         |
| Coppa Merano                    |         |         |         |         |         | 2º      | 1º      | 2º      | 2º      |
| NRW Trophy                      |         |         |         |         |         |         |         |         | 7º      |
| Memorial Ondrej Nepela          |         |         |         |         |         |         |         | 2º      |         |
| Triglav Trophy                  |         |         |         |         | 3º      |         | 1º      |         |         |
| Universiadi                     |         |         |         |         |         | 10º     |         | 6º      |         |
| European Youth Olympic Festival |         | 4º      |         |         |         |         |         |         |         |